# Bertrand Stern

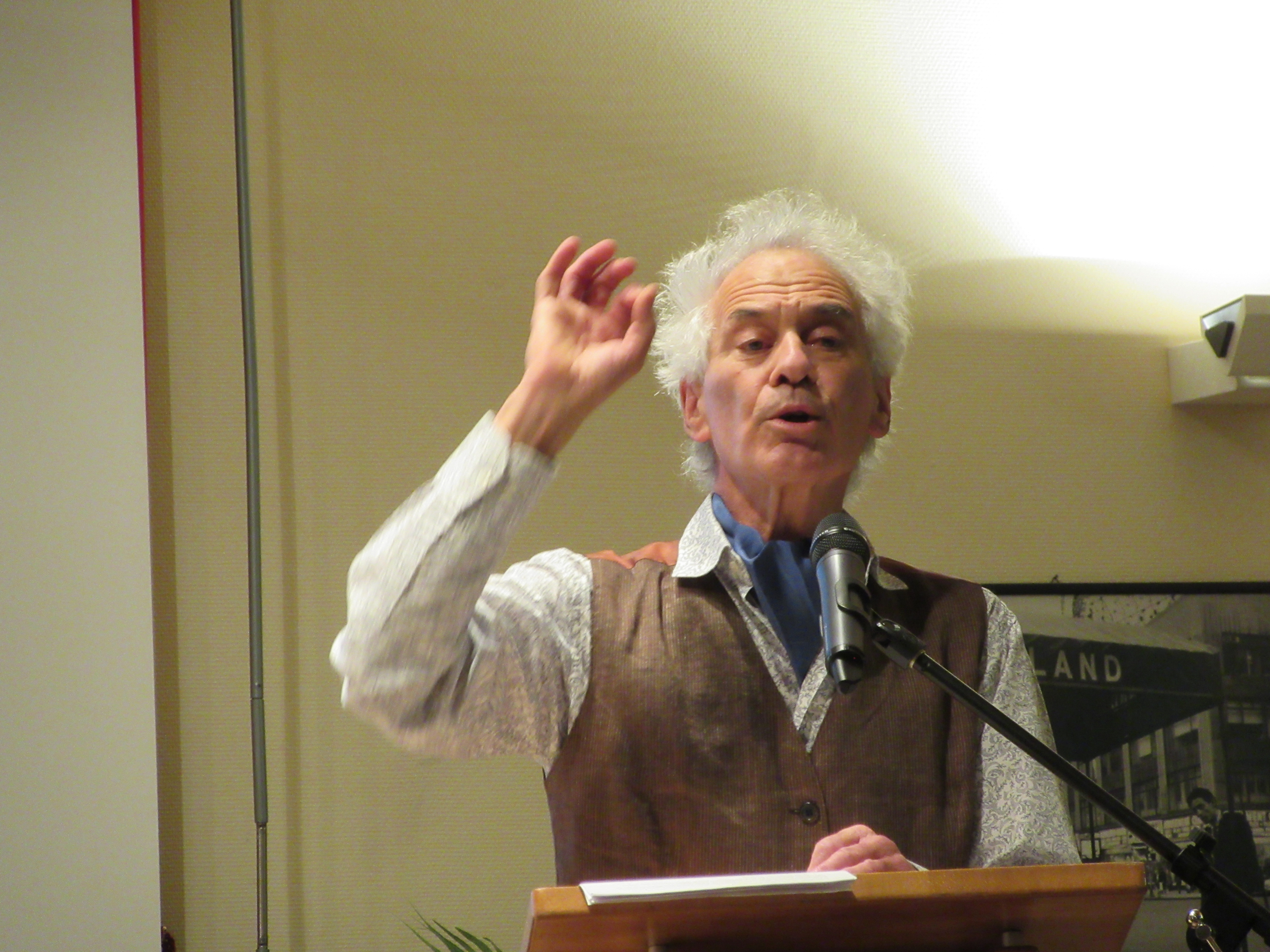
Bertrand Stern (2017)

Bertrand Stern (* 11. November 1948 in Montbéliard) ist ein deutscher Autor.

## Leben
Stern wurde als Sohn des Pädagogen Arno Stern und von Claire Stern im französischen Montbéliard geboren. Er hat zwei Geschwister, einen Sohn und eine Tochter. Er wuchs an verschiedenen Orten in Europa auf und spricht daher neben Deutsch auch Französisch, Englisch und Spanisch.
Stern war an der Volkshochschule Köln tätig, unter anderem zur Antipädagogik. Stern lebt in Siegburg.
Von 2011 bis 2012 hatte er einen Lehrauftrag an der Universität Kassel.

## Aktivitäten und Initiativen
Er war Mit-Initiator der folgenden Initiativen:
- Tagung: „Kinder – die vergessene Dimension“ (Akademie Remscheid, 1982)
- „Kinder-Doppelbeschluß“[5] genannten politischen „Offensive für den Frieden zwischen den Generationen“ im publik-forum Magazin (1983); in deren Rahmen gestaltete er den 3. Regensburger Kongress (1. Kongress der deutschen Kinderrechtsbewegung)[6]
- „Kinderrechtlichen Aktion“ und deren Kongress in Berlin, September 1991
- Symposium frei sich bilden – free to learn – libre de s´instruire[7] in Luxembourg am 6. Oktober 2017

Darüber hinaus wirkte er beim „Kindergesundheitskongress“ im Oktober 2016 und beim Symposium „Kinder sind Frieden“ im September 2017 mit.
Einen Schwerpunkt seiner Aktivität bilden einerseits Vorträge, Seminare, Werkstattgespräche im In- und Ausland; andererseits  Publikationen und Medienauftritte.
Für Stern ist der von ihm initiierte Begriff Frei sich bilden von zentraler Bedeutung, um diesen Prozess davon zu unterscheiden, was im Volksmund mit dem seiner Ansicht nach für viele Menschen aufgrund ihrer Erfahrung in der Schule oft negativ vorbelasteten Begriff Lernen gemeint ist. Insbesondere kritisiert er die Dominanz und aus seiner Sicht negativen Auswirkungen des schulischen Lernens.
Er initiierte den Spielfilm Caraba #LebenohneSchule, der im Mai 2019 veröffentlicht wurde.

## Publikationen
- Bildungsfreiheit statt Bildungspflicht. In: Jahrbuch Kinder-Recht und Jugendpolitik. Wiss. Verlag Wilde, Fürth 1992, ISBN 3-926810-23-8.
- Schule? Nein danke! Für ein Recht auf freie Bildung! In: Kristian Kunert (Hrsg.): Schule im Kreuzfeuer. Auftrag – Aufgaben – Probleme. Ringvorlesung zu Grundfragen der Schulpädagogik an der Universität Tübingen. Schneider Verlag Hohengehren, Baltmannsweiler 1993, ISBN 3-87116-918-8.
- (als Hrsg.): Kinderrechte zwischen Resignation und Vision. 2., erw. und überarb. Auflage. Verlag Klemm & Oelschläger, Ulm 1995, ISBN 3-9802739-6-2.
- Weile statt Eile! Unterwegs zu einer Kultur der Muße? Klemm+Oelschläger, Ulm 1996, ISBN 3-9802739-8-9.
- Schluß mit Schule! das Menschenrecht, sich frei zu bilden. Tologo, Leipzig 2006, ISBN 3-9810444-5-2.
- Sehr verehrte Frau Bundesministerin für das deutsche Schulwesen...: Nachdenkliches über die Bildungsrepublik. tologo, Leipzig 2008, ISBN 978-3-940596-03-1.
- Schule – Ein tragischer Unfall? In: Ulrich Klemm (Hrsg.): Bildung ohne Zwang. Texte zur Geschichte der anarchistischen Pädagogik. Edition AV, Lich 2010, ISBN 978-3-86841-037-2.
- (mit Ulrich Klemm): Vom Glück des Nichtstuns: Muße statt Pädagogik. tologo, Leipzig 2011, ISBN 978-3-940596-14-7.
- (mit Franziska Klinkigt): Versuche zur Verteidigung der Freiheit. Diskussionen zur „Bildungsrepublik“. Klemm + Oelschläger, Ulm/Münster 2013, ISBN 978-3-86281-060-4.
- Frei sich bilden – Entschulende Perspektiven. tologo, Leipzig 2015, ISBN 978-3-937797-34-2.
- Saat der Freiheit. Impulse für aufblühende Bildungslandschaften. Klein Jasedow 2016, ISBN 978-3-927369-96-2.
- Zum Ausbruch aus der Beschulungsideologie: Gute Gründe, auch juristisch den Schulverweigerern unser prospektives Vertrauen zu schenken. In: Matthias Kern (Hrsg.): Selbstbestimmte und selbstorganisierte Bildung versus Schulpflicht. tologo, Leipzig 2016, ISBN 978-3-937797-59-5.
- Gabriel – Vom Entdecken eines glücklich befreiten Lebens. Klemm & Oelschläger, Ulm, 2018, ISBN 978-3-86281-131-1.